# Спортивное питание

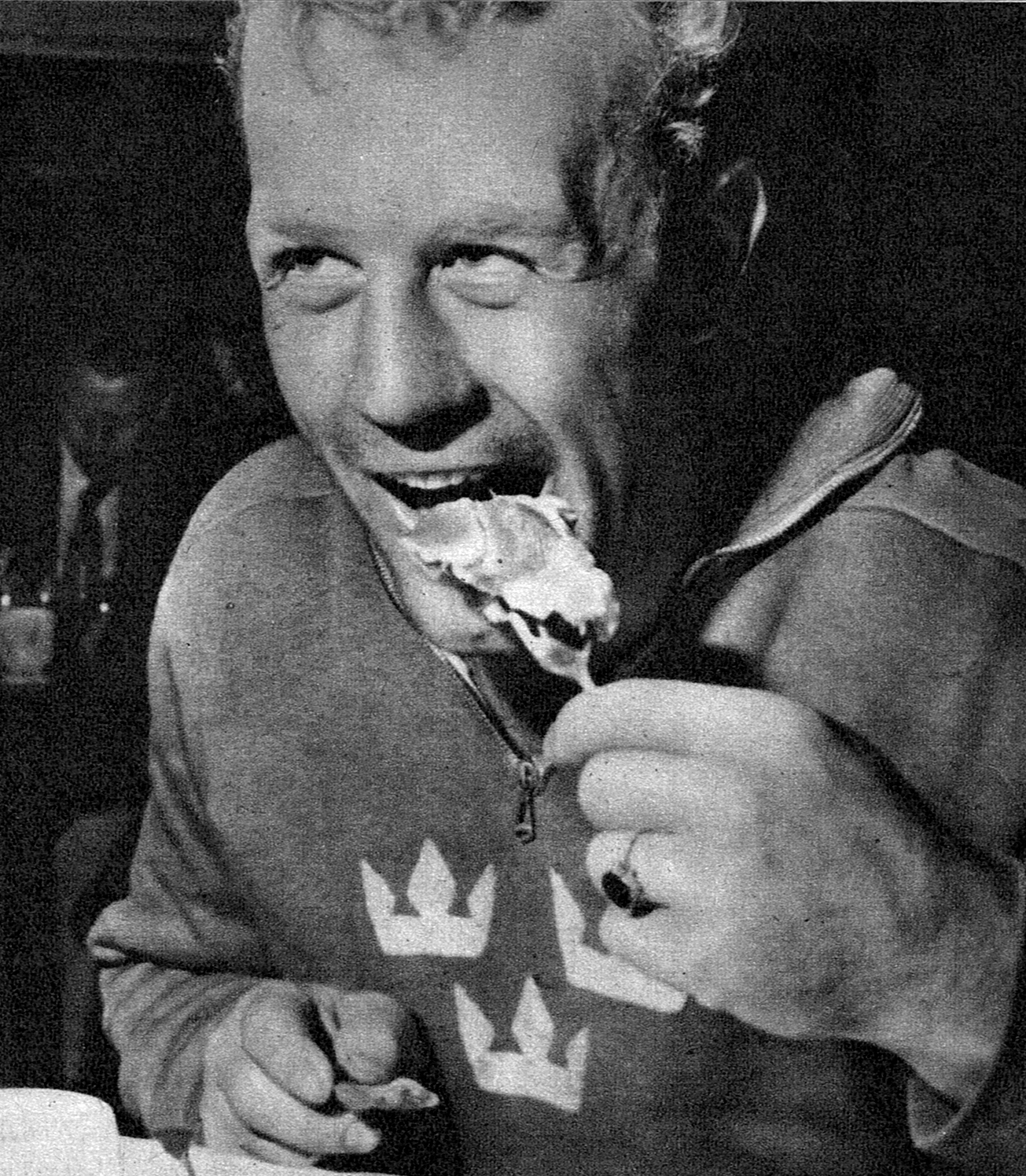
Шведский боксёр Гуннар Нильссон за приёмом пищи во время Олимпийских игр 1948 года в Лондоне

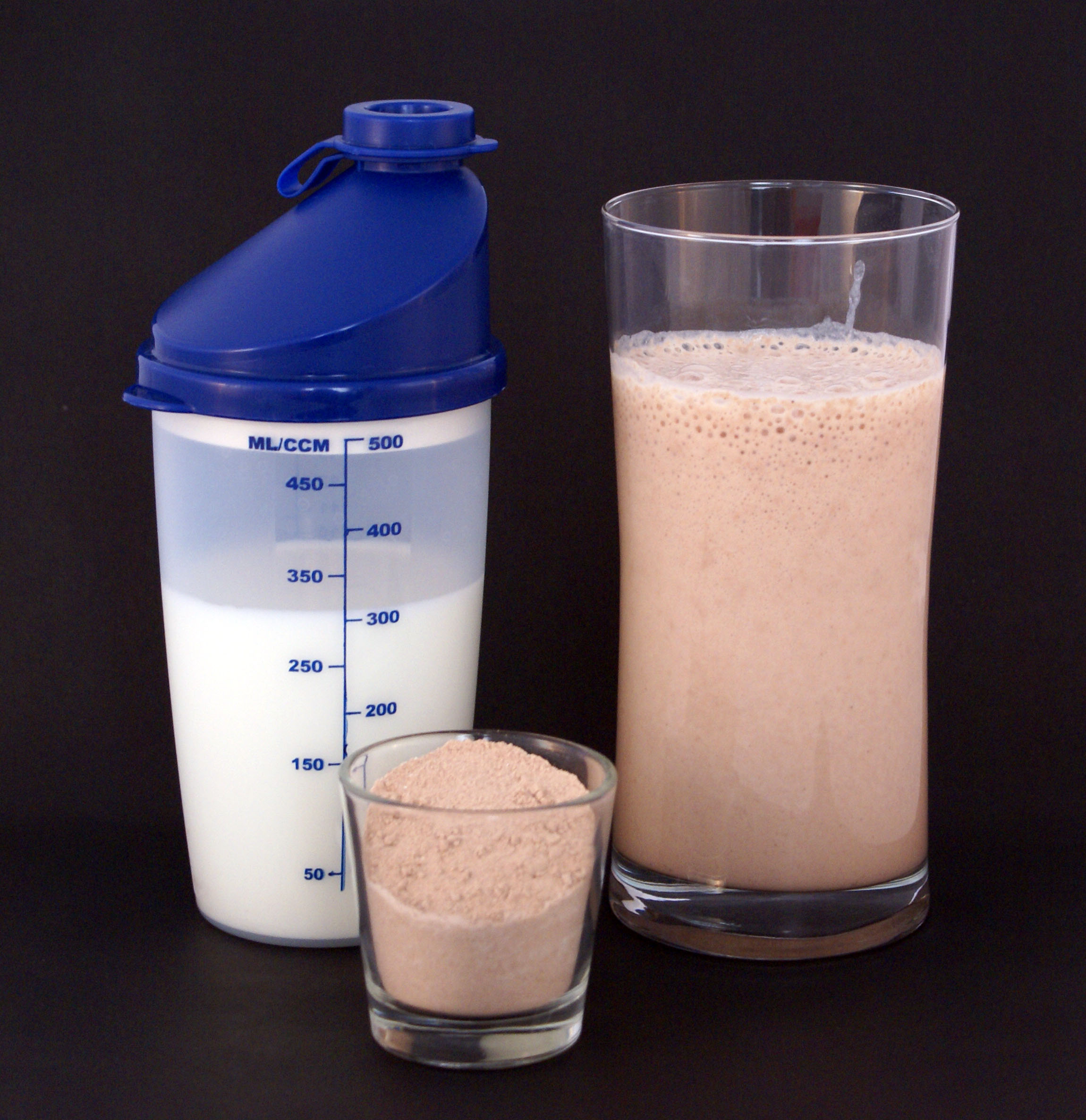
Протеиновые коктейли являются обычным дополнением при занятии бодибилдингом

Спортивное питание (спортпит) — в широком смысле слова — это питание спортсменов вообще, в узком смысле слова — это особая группа пищевых добавок, выпускающаяся преимущественно для людей, ведущих активный образ жизни, занимающихся спортом и фитнесом и профессиональных спортсменов, при подготовке к соревнованиям.
Приём спортивного питания направлен в первую очередь на дополнение рациона всеми необходимыми микро и макро элементами, которые человек недополучает из натуральных продуктов питания, для улучшения спортивных результатов, повышения силы и выносливости, укрепления здоровья, увеличения объёма мышц, нормализации обмена веществ, достижения оптимальной массы тела и в целом направленных на увеличение качества и продолжительности жизни.
В России спортивное питание относят к биологически активным добавкам. Спортивное питание разрабатывается и изготавливается на основе научных исследований в различных областях, например в таких, как физиология и диетология и чаще всего представляет собой тщательно подобранные по составу концентрированные смеси основных пищевых элементов, специально обработанных для наилучшего усвоения организмом человека. По сравнению с обычной едой спортивные добавки требуют минимальных затрат времени и усилий пищеварения на расщепление и всасывание, при этом многие виды спортивного питания обладают высокой энергетической ценностью.
Спортивное питание причисляется именно к категории добавок, так как его правильное использование представляет собой дополнение к основному рациону, состоящему из обычных продуктов, а не полную их замену.
Подавляющее большинство продуктов спортивного питания не имеет ничего общего с допингом.
Под «спортивным питанием» понимается также употребление обычных продуктов, организованное таким образом, чтобы решать основные задачи того или иного вида спорта (см. ниже ).

## Виды спортивного питания
Спортивное питание обычно подразделяют на классы, наиболее известны следующие:
- Высокобелковые продукты (белки, часто их называют протеинами)
- Углеводно-белковые смеси
- Аминокислоты
- Донаторы оксида азота (NO-формулы)
- Жиросжигатели
  - Левокарнитин (L-карнитин)
- Специальные препараты
  - Креатин
  - Антикатаболики
    - BCAA
    - Фосфатидилсерин
- Препараты, повышающие уровень тестостерона
- Средства для укрепления суставов и связок
- Витамины, минералы и витамино-минеральные комплексы
- Энергетики
  - Кофеин
- Изотоники

### Спортивные диеты
Под «спортивным питанием» понимается также употребление обычных продуктов, организованное таким образом, чтобы решать основные задачи того или иного вида спорта. Питание в соответствии со спортивными принципами :
- способствует ускоренному восстановлению организма;
- оптимизирует гидратацию;
- помогает добиться идеального веса тела и в дальнейшем поддерживать его;
- уменьшает риск заболеваний и травм

Спортивное питание следует отличать от просто здорового питания. Главное отличие заключается во внимании к деталям и к точному расчёту количества необходимых питательных веществ и повышенной калорийности питания (требуется превышение суточной нормы калорий на 15-20%). Правильные жиры и растительные масла должны обеспечивать порядка 45-50% от всех поступающих калорий, углеводы с низким гликемическим индексом — порядка 30-35%, белки — около 20%. Спортивное  питание позволяет получить максимум отдачи от тренировок. При этом важен выбор как продуктов, так и режима питания, отвечающих требованиям того или иного вида спорта, а также интенсивности тренировок.

## Выбор питания
Выбор для употребления необходимого типа продуктов осуществляется в зависимости от поставленных при составлении тренировочной программы целей. Например, для снижения массы тела принимают жиросжигатели, L-карнитин, которые ускоряют утилизацию жиров в организме, а также улучшают транспорт жирных кислот в митохондрии. Если же необходимо набрать мышечную массу, то употребляют спортивные добавки, относящиеся к категориям гейнеров, протеинов, аминокислот, тестостероновых бустеров. Также в ассортименте спортивного питания существует много комплексных продуктов, которые способны восстанавливать силы и энергию, улучшать общий обмен веществ и многие функции организма.
Спортивное питание нельзя отнести к лекарственным средствам, его правильное применение безопасно и не вызывает привыкания. Подбор спортивного питания, необходимого для тренировок, желательно осуществлять в соответствии с рекомендациями квалифицированных специалистов в этой области.

### Основной принцип
Главный принцип питания — сбалансированность и достижение определённой спортивной цели. Необходимый состав выбирается по мере необходимости и удобства потребления. Энергией для каждой клетки является гидролиз АТФ (Аденозинтрифосфат), который синтезируется клетками организма из углеводов. Таким образом, в питании человека углеводы играют важную роль в энергетическом обеспечении жизнедеятельности. Белки пищи используются клетками организма как основной материал для строительства тканей. Они могут быть отправлены на производство АТФ, но с затратой большего количества энергии. Белки усваиваются клетками организма с помощью биохимического сигнала «еда», подаваемого гормоном инсулином. Инсулин рефлекторно вырабатывается поджелудочной железой при попадании в пищеварительный тракт углеводов. Соотношение поступления белков и углеводов не должно превышать одной четверти белков по отношению к углеводам, тогда количества выработанного инсулина хватит для усвоения белка.

### Скорость усвоения
Разные продукты усваиваются с разной скоростью, и эта скорость часто не зависит от их калорийности (см. Гликемический индекс). Перед физической нагрузкой употребляют обычно быстро усваиваемые продукты, на период сна — медленно усваиваемые продукты. В целом наиболее высокой скоростью усвоения обладают углеводы, за ними следуют белки, а наибольшее время для переваривания требуется липидам (жирам). Препараты, содержащие белок, классифицируются по скорости усвоения в зависимости от типа протеина, входящего в их состав. Протеин из молочной сыворотки имеет максимальную скорость абсорбции, протеин из казеина (творожный белок), наоборот, относится к «медленным» протеинам. Довольно часто в спортивном питании отдельно произведённые протеины, аминокислоты смешиваются с углеводсодержащими продуктами.

### Витамины
Человек легче заболевает респираторными заболеваниями при сниженном иммунитете, одной из причин этого явления является состояние перетренированности. 
- Витамин E
- Витамин В1
- Витамин В2
- Ниацин
- Витамин B6 — необходим для белкового обмена и трансформирования аминокислот;

### Минералы
- Сульфат ванадила — дублирует анаболические функции инсулина, но, если верить рекламе, не имеет характерных побочных последствий для препаратов такого рода, например, не вызывает гипогликемию — резкое падение сахара в крови и производит действия, подобное инъекциям инсулина: срок восстановления уменьшается, мышцы сильно прибавляют в объёмах, становятся плотнее, масса тела растёт[4]. Однако исследования показали, что в первые недели приёма препарата жировая прослойка временно увеличивается и позже рассасывается, уровень глюкозы и инсулина в крови увеличился совсем незначительно, сила, выносливость и объём мышц у всех испытуемых не изменился, а 20 % участников сообщили о плохом самочувствии и слабости на тренировках[4].

### Белки (протеины)
- Сывороточный протеин
- Цельномолочный протеин
- Казеинат кальция
- Соевый протеин
- Гороховый протеин
- Овсяный протеин
- Яичный протеин

### Углеводы
- Гейнер

### Аминокислоты
- Глутамин (глютамин)
- Аргинин
- Лизин
- Аланин
- Таурин

### Средства для укрепления суставов и связок
- Глюкозамин
- Хондроитина сульфат
- Коллаген

### Дозировка
На упаковках спортивного питания принято писать количество содержания веществ в одной мерной дозе и указание процентной части от принятого суточного потребления этого вещества. Но как правило дозировка преувеличена, ради большего употребления. Некоторые витамины и соли добавляют в малом количестве, так как в процессе физической нагрузки они не тратятся, но участвуют в усвоении других принимаемых веществ.

## Состав «спортивного питания»
Патока — очищенный крахмал, который также используют при производстве хлопьев к завтраку, кондитерских изделий. Аминокислоты и протеиновые порошки вырабатывают чаще всего из молочной сыворотки (жидкости, остающейся после получения творога), яиц, животного белка (коллагена), различных культурных растений.
Вне зависимости от сырья для получения аминокислот их свойства остаются одинаковыми. Разные источники аминокислот просто требуют от производителя разных технологий выработки.
Очень часто встречаются добавки на основе BCAA (три аминокислоты с т. н. «разветвлёнными цепочками» (особенность структуры)) — лейцин, изолейцин и валин), они в больших количествах представлены в мышечной ткани, поэтому им уделяется особое внимание в спорте.
Средства для укрепления суставов и связок включают в состав вещества, которые ускоряют регенерацию хряща (глюкозамин, хондроитин, коллаген, MSM и др.).

## Побочные эффекты
Передозировка витаминов может вызывать аллергию. Кофеин и кофеиносодержащие добавки способны повысить артериальное давление, при приёме в вечерние часы — вызвать бессонницу.

## Финансовый аспект
Питание по спортивным стандартам требует привлечения значительных финансовых ресурсов. Так олимпийская медалистка Мавзуна Чориева поясняет:

Любой спортсмен нуждается в деньгах, в первую очередь на правильное и сбалансированное питание.— «Тяжёлая судьба олимпийских медалистов из Таджикистана», Би-Би-Си, 3.09.2016